# 陈华森
陈华森（1945年—），广东中山人，汉族，中华人民共和国政治人物、第十一届全国人民代表大会山东地区代表。
毕业于上海华东化工学院硅酸盐工程专业，是中共党员。担任潍坊亚星集团有限公司董事长。2008年起担任全国人大代表。
陈华森 (1942年—1987年) , 理论物理学家， 为发现中微子振荡作出关键性贡献。生于重庆，幼年时以难民身份进入美国，靠打工为生，先后加州理工学院和普林斯顿大学获得了学士和博士学位。1968年博士毕业后，他到新成立的加州大学尔湾分校物理系做理论物理博士后，加入莱因斯的小组，跟莱因斯一样，转行到了实验物理。
1985年，加州大学尔湾分校的华人物理学家陈华森提出了一个巧妙的方法，采用重水同时探测三种中微子，这样就可以知道太阳中微子是真的丢了，还是通过振荡变成了其它中微子。以前的实验都只能探测一种中微子。【P.S. 氯俘获、镓俘获只对电子中微子敏感；水中散射除电子中微子外，对另两种中微子也有一定敏感。 并成立了一个国际合作组，准备在加拿大萨德伯里的一个镍矿中进行这个实验，他担任美方发言人，加拿大女王大学的尤恩担任加方负责人。不幸的是，陈华森1987年因白血病英年早逝。